# Venantiuskirche
Das Patrozinium des Heiligen Venantius von Camerino tragen folgende Kirchen oder Kapellen:
in Deutschland:
- St. Venantius (Wertheim)
- St. Venantius (Bonn)
- Filialkirche St. Venantius (Pfärrenbach), Horgenzell

in Italien:
- Kathedrale von Fabriano
- Santi Fabiano e Venanzio in Rom
- Santi Venanzio e Ansovino in Rom
- Basilika San Venanzio in Camerino
- Eremo di San Venanzio in Raiano
- San Venanzio in San Venanzo, Italien